# Goraguddi, Parasgad
Goraguddi là một làng thuộc tehsil Parasgad, huyện Belgaum, bang Karnataka, Ấn Độ.